# 明末襄阳之战
明末襄阳海战，明朝崇祯九年（1636年）和崇祯十四年（1641年），明末民變中，张献忠为夺取襄阳府中，与明军进行的作战。
崇祯九年（1636年）七月，民變首领高迎祥被俘遇难，李自成、张献忠各为首领。李自成入陕西，张献忠入湖广（今湖南省、湖北省）。十月，张献忠、老回回（马守应）乘清兵入塞攻掠，官军兵力分散，湖广兵力空虚，领兵二十万人分由均州（今湖北省丹江口市西北）、新野（今河南省新野县）、唐县（今河南省唐河县）进逼襄阳。湖广总督王家正派总兵秦翼明率二千骑兵在城外牌楼阁迎战。张献忠大兵攻城，击败官军，攻克襄阳，乘胜挥师沿江东下。
崇祯十三年（1640年）八月，明朝督师杨嗣昌率军十万人入川，企图一举歼张献忠、罗汝才部。张献忠由绵州（今绵阳）挥师南进，十二月，攻克泸州。后绕巴州（今巴中）、达州东下，沿途焚毁驿道，切断官军联络。崇祯十四年（1641年）初，在开县大败明朝总兵猛如虎所部，继而出川入兴山、房县。张献忠得知杨嗣昌大营所在地襄阳城防空虚后，留罗汝才牵制郧阳巡抚袁继咸部，自率精骑二千人，一昼夜行军三百里，进抵襄阳城郊。二月初四，张献忠军二十八骑乔装官军，持截获的杨嗣昌的兵符令箭入城，当晚在城内纵火。张献忠趁机破城，杀死襄王朱翊铭，夺得城中兵器、饷银。杨嗣昌闻变自杀。